# Dorfkirche Wahlsdorf

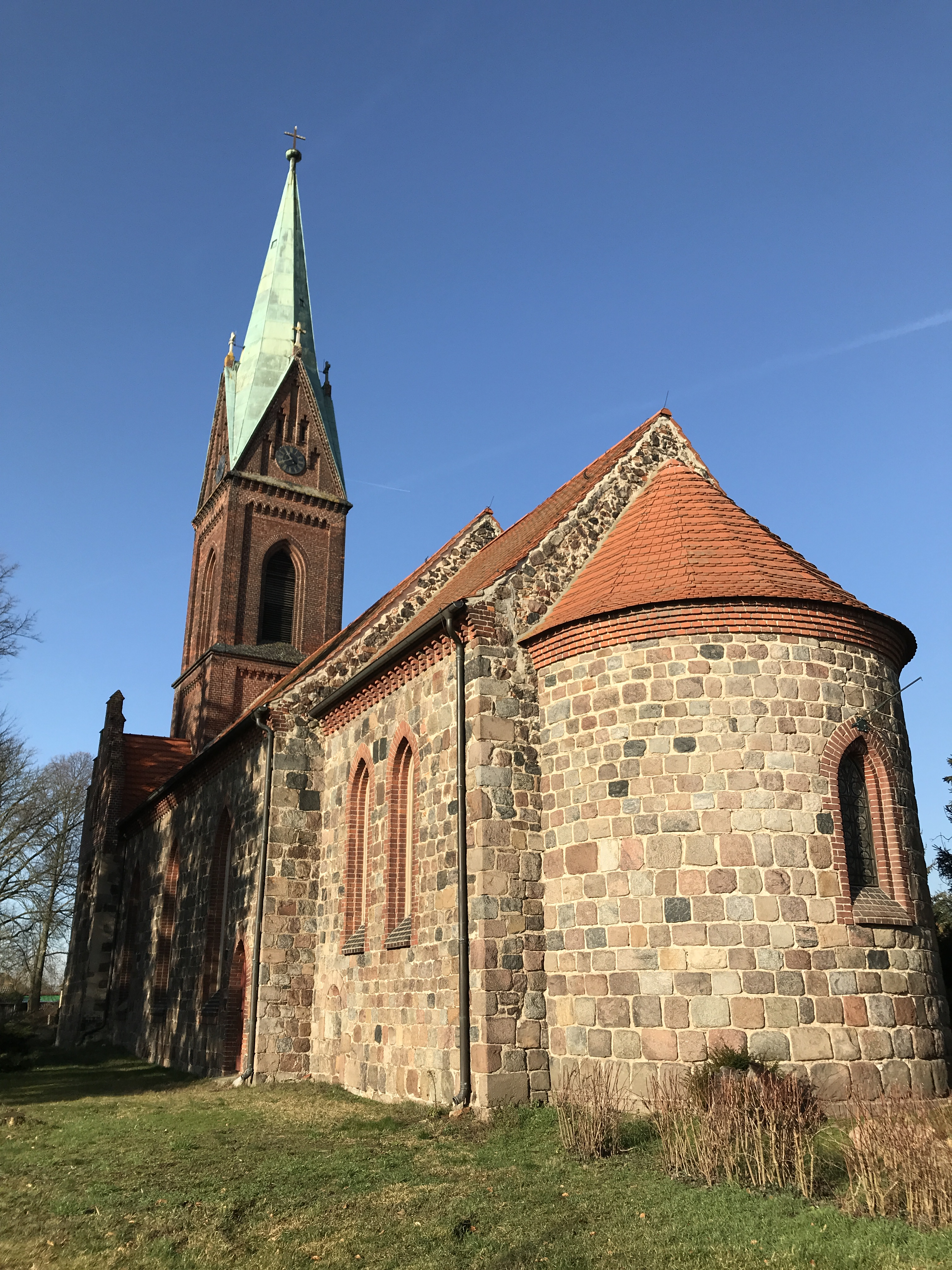
Dorfkirche Wahlsdorf

Die evangelische Dorfkirche Wahlsdorf ist eine spätromanische Feldsteinkirche in Wahlsdorf, einem Ortsteil der Stadt Dahme/Mark im Landkreis Teltow-Fläming im Land Brandenburg. Die Kirchengemeinde gehört zum Kirchenkreis Zossen-Fläming der Evangelischen Kirche Berlin-Brandenburg-schlesische Oberlausitz.

## Lage
Die Landstraße 70 führt von Norden kommend in den historischen Ortskern und als Landstraße 711 in östlicher Richtung aus ihm hinaus. Die Kirche steht südwestlich dieser Kreuzung auf einem Grundstück, das nicht eingefriedet ist. Nach Westen schließt sich eine Wohnbebauung an.

## Geschichte
Das Bauwerk entstand in der ersten Hälfte des 13. Jahrhunderts. Im Jahr 1887/1888 kam ein neogotischer Kirchturm hinzu. Bereits im 18. Jahrhundert war Wahlsdorf Mutterkirche für weitere Gemeinden der näheren Region.

## Baubeschreibung

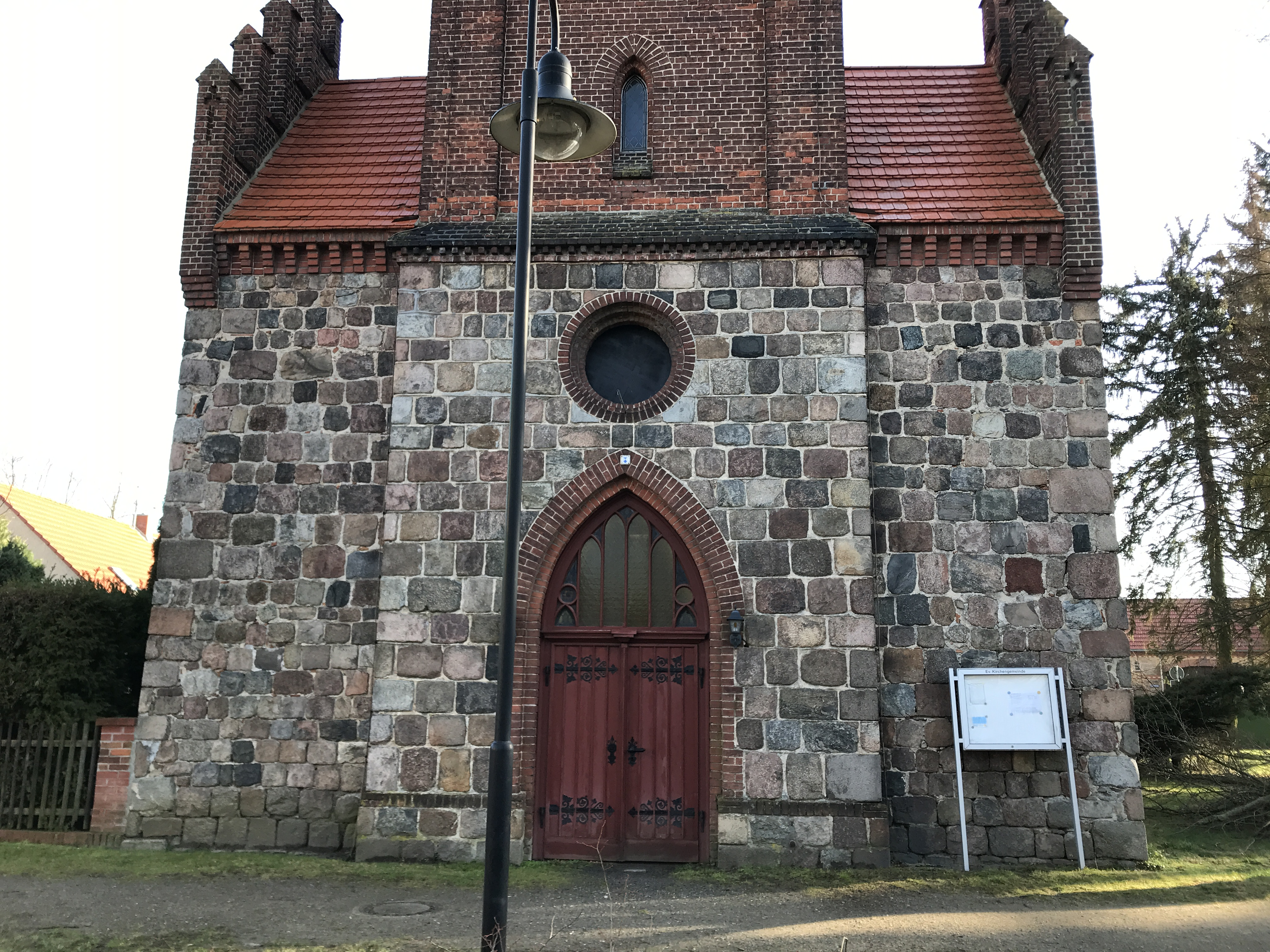
Westportal

Die Kirche entstand im Wesentlichen aus Feldsteinen, die sorgfältig behauen und lagig geschichtet wurden. Die halbrunde Apsis ist eingezogen und besitzt an der Ostseite ein spitzbogenförmiges Fenster, dessen Fasche aus rötlichen Ziegeln erstellt wurde. Am Übergang zum Dach ist ein fünffach-gestufter Fries, der ebenfalls aus Ziegeln entstand.
Der Chor ist gerade und ebenfalls eingezogen. An der Nord- und Südseite sind je zwei spitzbogenförmige Fenster, deren Faschen ebenfalls durch Ziegel betont werden. An der Südseite ist westlich hiervon eine mit Feldsteinen zugesetzte Priesterpforte. Am Übergang zum Satteldach ist ein getreppter, ebenfalls fünffach gestufter Fries.
Das Kirchenschiff hat einen rechteckigen Grundriss. An der Nord- und Südseite sind drei hohe und spitzbogenförmige Lanzettfenster, ebenfalls mit betonten Faschen und einem Fries am Übergang zum Satteldach des Schiffs. An der Südseite ist zwischen dem mittleren und westlich gelegenen Fenster eine ebenfalls zugesetzte Gemeindepforte. Nach Osten hin ist der Rest eines vermauerten Rundbogenfensters zu erkennen.
Der Kirchturm ist wenige Zentimeter breiter als das Schiff und hat einen querrechteckigen Grundriss. Er wurde im unteren Geschoss aus Feldsteinen errichtet, darüber aus Ziegeln. An der Nord- und Südseite ist ein hochgesetztes Ochsenauge. Nach Westen wurde der Turm im Bereich des Turmgeschosses um einige weitere Zentimeter nach Westen verlängert. Dort sitzt ein großes, spitzbogenförmiges Portal, darüber ein Ochsenauge. Oberhalb ist ein quergestelltes Satteldach sowie an beiden Seiten ein mit Fialen verzierter Giebel. Im mittleren, bereits aus Ziegeln erstellten Geschoss, ist an der Nordseite zunächst ein schmales, spitzbogenförmiges Fenster, darüber zwei weitere Fenster. Dieser Bereich ist an den Ecken mit Lisenen gegliedert. Oberhalb eines Gesimses sind an den vier Seiten je eine profilierte Klangarkade. Oberhalb eines weiteren Gesimses ist ein geknickter Turmhelm mit je einer Turmuhr im Giebel. Der Turm schließt mit Turmkugel und Kreuz ab.

## Ausstattung

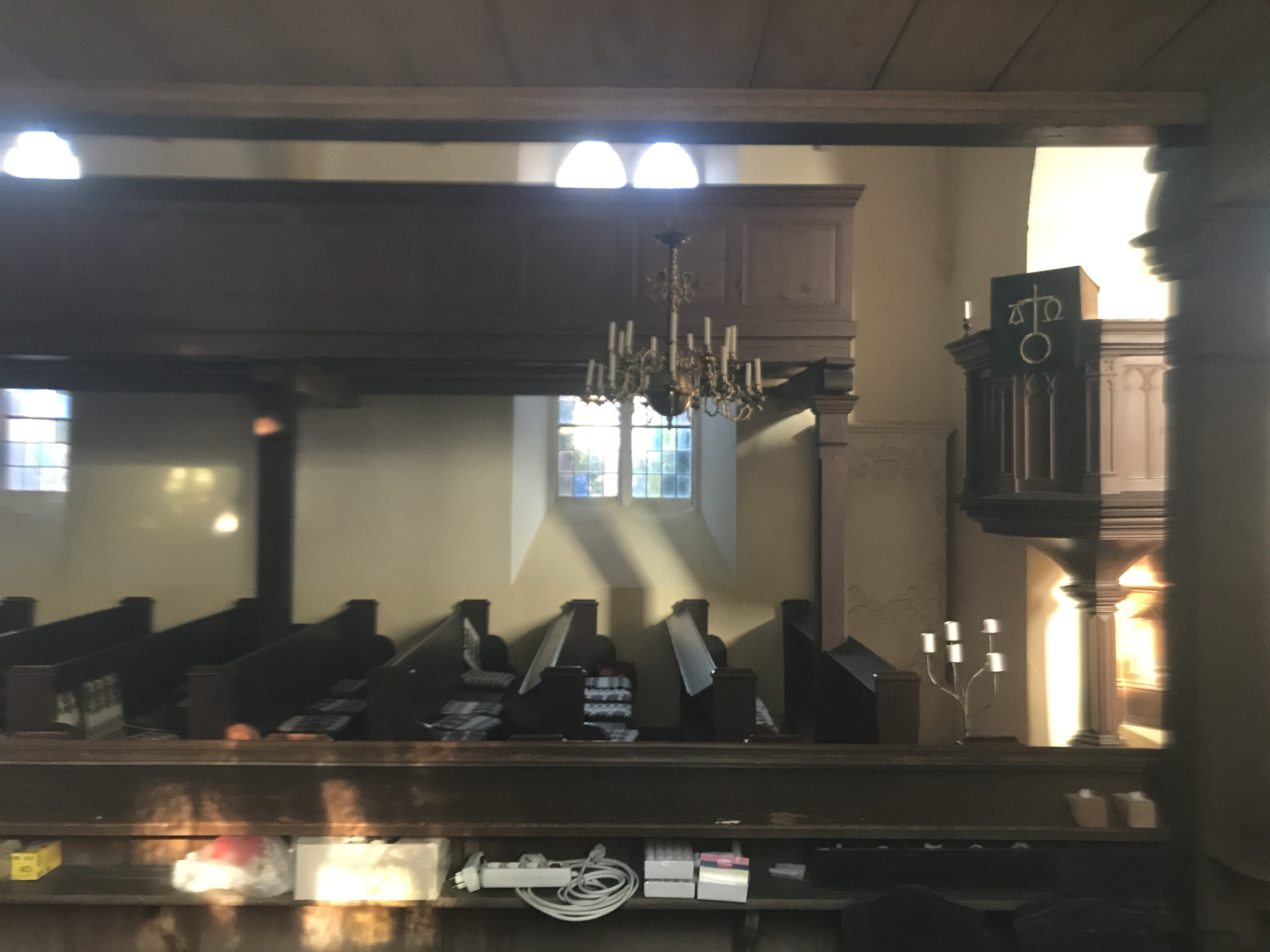
Blick ins Kirchenschiff

Die Kirchenausstattung ist neogotisch. Ein Epitaph erinnert an den 1707 verstorbenen G. Punack. Die Orgel erbaute Ferdinand Dinse im Jahr 1888 und wurde 2003 saniert.
Östlich der Apsis erinnert ein Denkmal an die Gefallenen des Zweiten Weltkrieges. Es besteht aus einem Findling, der auf einem Sockel aus Mauersteinen aufgestellt wurde. Auf einer Plakette mit einem knienden Soldaten sind die Namen der Gefallenen verzeichnet. Oberhalb sitzt ein Adler. Vor dem Denkmal liegt ein weiterer Findling mit der Aufschrift: „ZUM GEDENKEN / AN DIE OPFER / DES 2. WELTKRIEGES“.